# Contreras, San Luis Potosí
Contreras är en ort i Mexiko.   Den ligger i kommunen Mexquitic de Carmona och delstaten San Luis Potosí, i den centrala delen av landet, 400 km nordväst om huvudstaden Mexico City. Contreras ligger 2 163 meter över havet och antalet invånare är 496.
Terrängen runt Contreras är kuperad åt sydost, men åt nordväst är den platt. Runt Contreras är det ganska tätbefolkat, med 108 invånare per kvadratkilometer. Närmaste större samhälle är Escalerillas, 18,5 km sydost om Contreras. Omgivningarna runt Contreras är i huvudsak ett öppet busklandskap.